# 유촌초등학교 오음분교
유촌초등학교 오음분교(楡村初等學校 梧陰分校)는 대한민국 강원특별자치도 화천군에 있었던 공립 초등학교이다.

## 학교 연혁
- 1953년 5월 10일 : 오음국민학교로 개교
- 2024년 3월 1일 : 유촌초등학교 오음분교로 개편
- 2025년 3월 1일 : 폐교 및 유촌초등학교 통합[1], 72년만에 폐교